# Рольдан, Эмма
Эмма Рольдан Рейна (исп. Emma Roldan Reyna) (3 февраля 1893, Сан-Луис-Потоси, Мексика — 29 августа 1978, Мехико, Мексика) — выдающаяся мексиканская актриса и художница, внёсшая огромный вклад в развитие мексиканского и латиноамериканского кинематографа — свыше 300 работ в кино и телесериалах, актриса-становительница немого мексиканского кино, актриса «Золотого века мексиканского кинематографа», первая мексиканская актриса, покорившая Голливуд.

## Биография
Родилась 3 февраля 1893 года в Сан-Луис-Потоси в семье Хосе Мария Рольдана и Вирхинии Рейна, также имела двух братьев. Родители владели отелем напротив Театра Мира, куда любила она ходить на спектакль и после всего этого она заявила, что хочет стать актрисой. Родители одобрили выбор дочери и в 1922 году она дебютировала в мексиканском кинематографе и с тех пор снялась в более чем 300 фильмах и телесериалах, снималась также и за пределами Мексики и в Голливуде. Являлась одной из самых крупнейших выдающиеся мексиканских актрис, благодаря блестяще сыгранным ролям. В Париже какое-то время училась на художественном факультете и выучилась на профессию дизайнер по костюмам, позже она работала в административной группе многих фильмов. Также приняла участие в 12 телесериалах. Номинирована 4 раза на премии ACE и Ariel Awards, победила 1 раз в премии ACE посмертно.

### Последние годы жизни
В последние годы жизни у неё были проблемы с сердцем, но она ни на что не жаловалась и продолжала играть роли за ролями, пока не скончалась от сильного сердечного приступа. Это произошло 29 августа 1978 года в больнице, куда её отправили со съёмок телесериала Вивиана на телекомпании Televisa. Актриса оставила после себя огромный след в истории мексиканского кинематографа.

## Фильмография

### В качестве актрисы

#### Избранные телесериалы
- 1978 — «Вивиана» — Матильде#1.

#### Избранные фильмы
- 1936 — «Назад, в огромное ранчо» — Анхела.

### В качестве художника по костюмам

#### Избранные фильмы
- 1948 — «Они убили Тонголеле»